# Лозовец
Лозовец (бел. Лазаве́ц) — деревня в Молодечненском районе Минской области Беларуси. В составе Мясотского сельсовета.

## География
Ближайшие населённые пункты Молодечно, Самали, Сосновый Бор и др.

## История

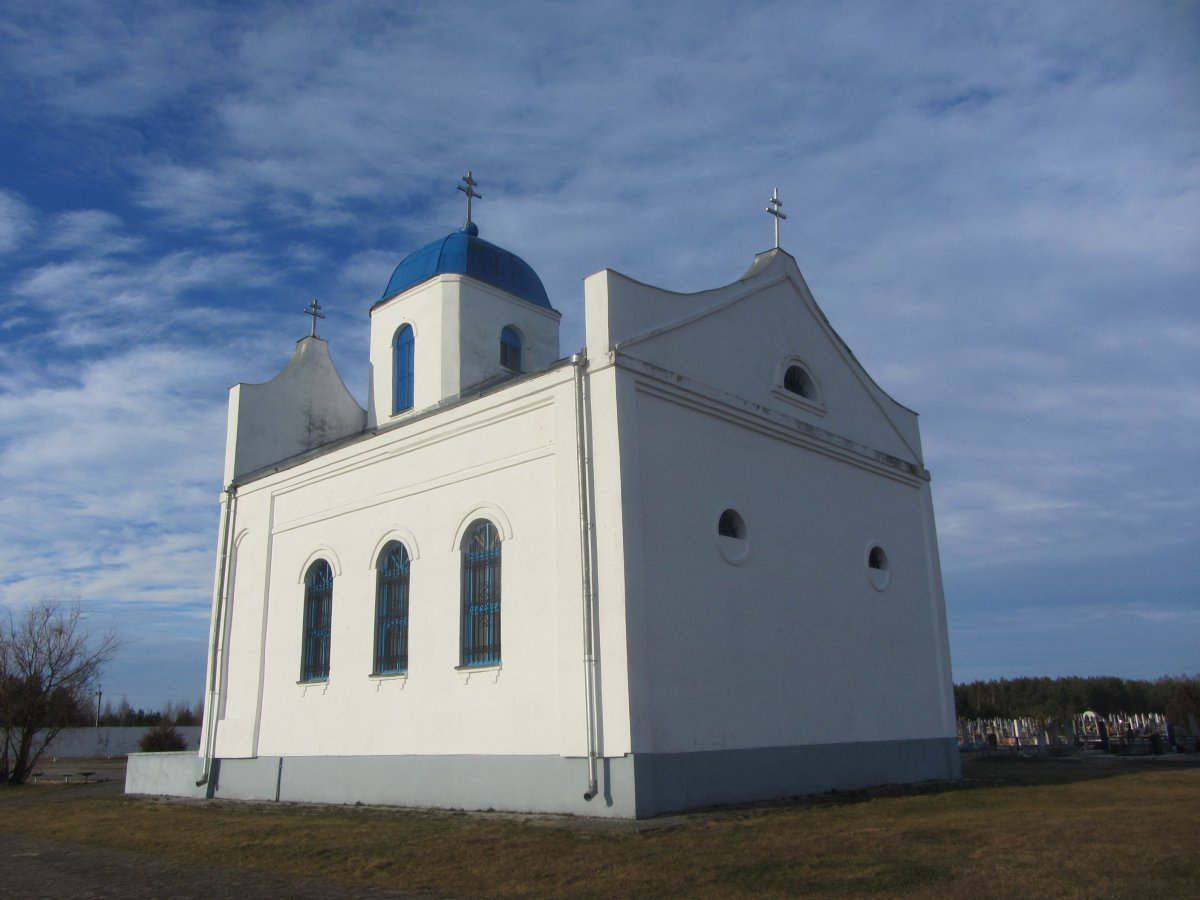
Часовня

С 1904 года в Молодечненской волости Вилейского уезда Виленской губернии.

## Население

### Численность
- 2019 год — 7 жителей

### Динамика
- 1999 год — 18 жителей (перепись населения)
- 2009 год — 9 жителей (перепись населения)[3]
- 2019 год — 7 жителей (перепись населения)

## Достопримечательность
- Мультиконфессиональная часовня (1980-е)